# Amina Ansjba
Amina Ansjba (russisk: Амина Владиковна Аншба tr. Amina Vladikovna Ansjba ; født 9. september 1999 i Moskva) er en russisk professionel tennisspiller. Hun spiller på ITF Women's Circuit hvor hun har vundet to titler i single, og fire i double.